# T-90
T-90 je glavni bojni tank Ruskih kopenskih sil in mornariške pehote.

## Uporabniki
- Rusija - 369 T-90A, 246 T-90S, najmanj 107 primerkov različnih variant vizualno potrjeno izgubljenih med rusko invazijo na Ukrajino[1]
- Indija - 2078 T-90S Bhishma, od tega 248 T-90S narejenih v Rusiji in 1830 tankov T-90 narejenih v Indiji[2]
- Alžirija - 572 tankov T-90SA[3]
- Azerbajdžan - 100 T-90S
- Armenija - 30+ T-90S
- Uganda - 44 T-90S
- Ukrajina - najmanj 10 T-90A, 1 T-90AK in 3 T-90M zaseženih od Rusije med rusko invazijo na Ukrajino[1][4][5]
- Vietnam - 64 T-90S/SK
- Irak - 75 T-90S/SK junija 2018, dve novi dobavi do aprila 2019
- Turkmenistan - 10 T-90S, naročenih še 30
- Sirija - več različic T-90 v uporabi pri 4. mehanizirani diviziji, opaženih med Ofenzivo za Alep 29. novembra 2015[6]
- Jemen - nekaj tankov prispelo leta 2013 za Republikansko gardo
- ZDA - 1 T-90A zasežen s strani Ukrajine je bil podarjen ZDA za testiranje[7][8]